# Râul Fierăria
Râul Fierăria este un curs de apă, afluent al râului Ghimbav. 